# Marceline, Missouri
Marceline är en ort i Chariton County, och Linn County i Missouri. Orten har fått sitt namn efter hustrun till en järnvägsdirektör. Hustrun hette egentligen Marcelina, men orten fick namnformen Marceline. Walt Disney bodde i Marceline i sin barndom och en av ortens sevärdheter är Walt Disney Hometown Museum.